# Красный (Сасовский район)
Красный — посёлок в Сасовском районе Рязанской области России.
Входит в состав Придорожного сельского поселения.

## Географическое положение
Посёлок находится в восточной части Сасовского района, в 71 км к юго-востоку от райцентра.

## Природа

### Климат
Климат умеренно континентальный с умеренно жарким летом (средняя температура июля +19 °С) и относительно холодной зимой (средняя температура января –11 °С). Осадков выпадает около 600 мм в год.

## История

### Административно-территориальное деление
С 2004 г. и до настоящего времени входит в состав Придорожного сельского поселения.
До этого момента входил в Придорожный сельский округ.

## Население
| 1984 | 2010 |
| ---- | ---- |
| 20   | ↘0   |